# (29079) 1975 XD
(29079) 1975 XD est un astéroïde de la ceinture principale découvert en 1975.

## Description
(29079) 1975 XD a été découvert le 1er décembre 1975 à l'observatoire du Cerro El Roble, un observatoire astronomique situé au Chili, par Carlos Torres et Sergio Barros.

### Caractéristiques orbitales
L'orbite de cet astéroïde est caractérisée par un demi-grand axe de 2,40 ua, un périhélie de 2,12 ua, une excentricité de 0,12 et une inclinaison de 7,36° par rapport à l'écliptique. Du fait de ces caractéristiques, à savoir un demi-grand axe compris entre 2 et 3,2 ua et un périhélie supérieur à 1,666 ua, il est classé, selon la JPL Small-Body Database, comme objet de la ceinture principale.

### Caractéristiques physiques
(29079) 1975 XD a une magnitude absolue (H) de 14,8 et un albédo estimé à 0,188.